# 广南-岘港省
广南-岘港省（越南语：／），是1976年至1996年间位于越南南中部的省份，省莅在岘港市，今属广南省和岘港市。

## 地理
广南-岘港省东临南海，北接平治天省，西接嘉萊-崑嵩省和老挝，南接义平省，面积11985.2平方千米，1993年人口1914864人。

## 历史
1976年2月，广南-岘港省成立。
1980年，广南-岘港省下辖岘港市、会安市社和大禄县、奠磐县、潍川县、江县、轩县、和荣县、福山县、桂山县、三岐县、升平縣、仙福县、茶眉县12县。
1982年12月9日，在西沙群岛设立黄沙县，但西沙群岛由中华人民共和国实际控制，黄沙县相关机构设在岘港市。
1983年12月3日，三岐县分设为三岐市社和成山县。
1985年12月31日，福山县、桂山县和升平县析置合德县。
1991年时，广南-岘港省下辖岘港市、三岐市社、会安市社1市2市社和大禄县、奠磐县、潍川县、江县、轩县、合德县、和荣县、黄沙县、成山县、福山县、桂山县、升平县、仙福县和茶眉县14县。
1996年11月6日，越南国会通过决议，撤销广南-岘港省，恢复直辖市岘港市和广南省。岘港市下辖海洲郡、莲沼郡、清溪郡、山茶郡、五行山郡、和荣县、黄沙县5郡2县；广南省下辖会安市社、三岐市社、奠磐县、大禄县、潍川县、桂山县、升平縣、合德县、成山县、仙福县、福山县、茶眉县、江县、轩县。

## 行政区划
1996年，广南-岘港省下辖1市2市社14县。
- 岘港市
- 会安市社
- 三岐市社
- 大禄县
- 奠磐县
- 潍川县
- 合德县
- 和荣县
- 黄沙县
- 成山县
- 福山县
- 桂山县
- 升平縣
- 仙福县
- 茶眉县
- 江县
- 轩县